# 군복

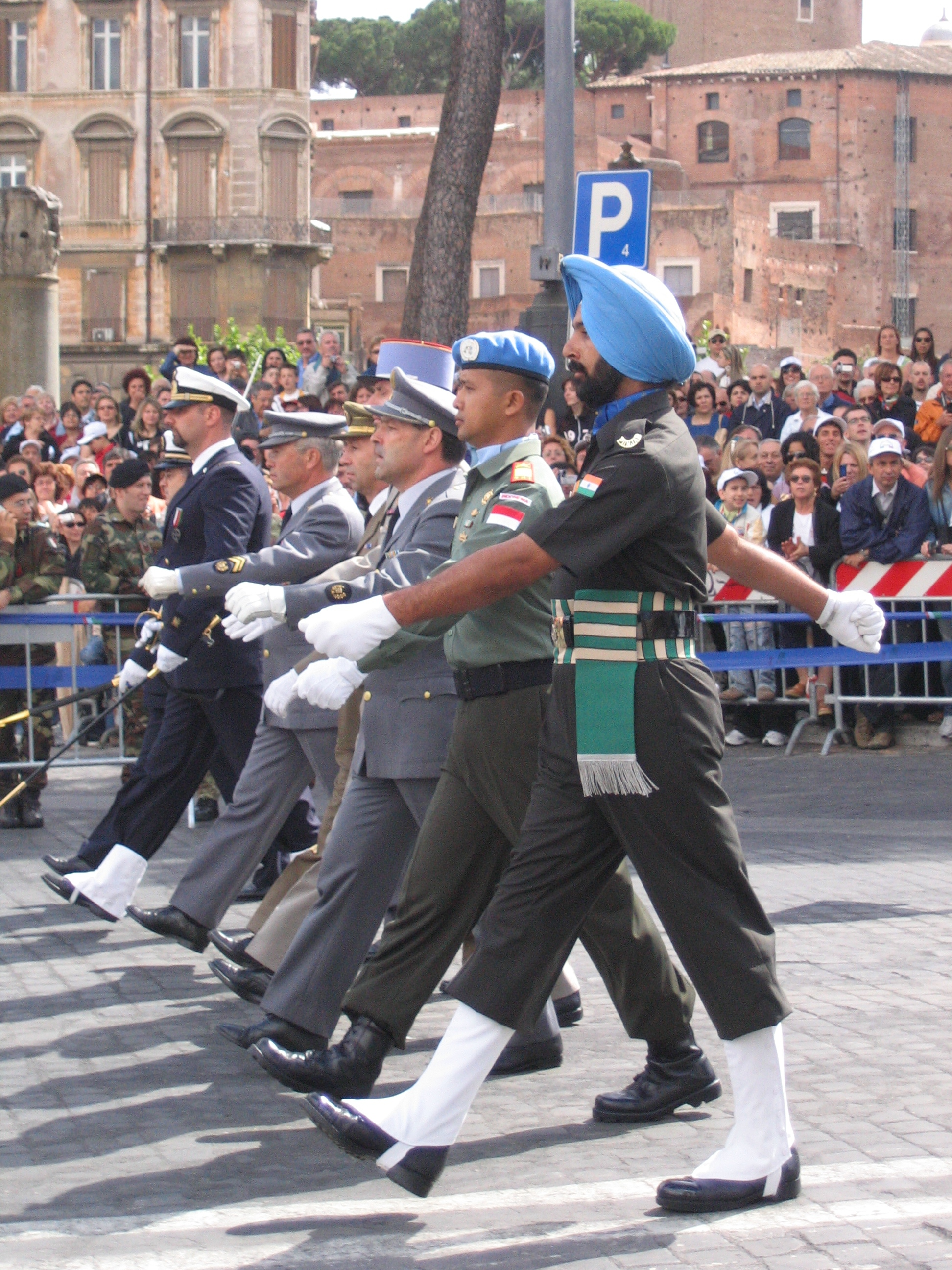
2007년 로마 거리 행사에서의 프랑스, 벨기에, 포르투갈, 인도네시아, 인도의 정복

군복(軍服, 영어: military uniform)은 군사 및 준군사조직에서 입는 제복이다. 군복은 수 세기를 거치며 시대에 따라 실용성과 심미성을 고려한 크고 많은 변천이 있었다. 신분의 식별과 증명을 목적으로 표준화된 특유의 형태를 가진 군복은 중앙 기관에 의해 갖춰진 조직화된 군대를 상징하기도 한다.

## 역사

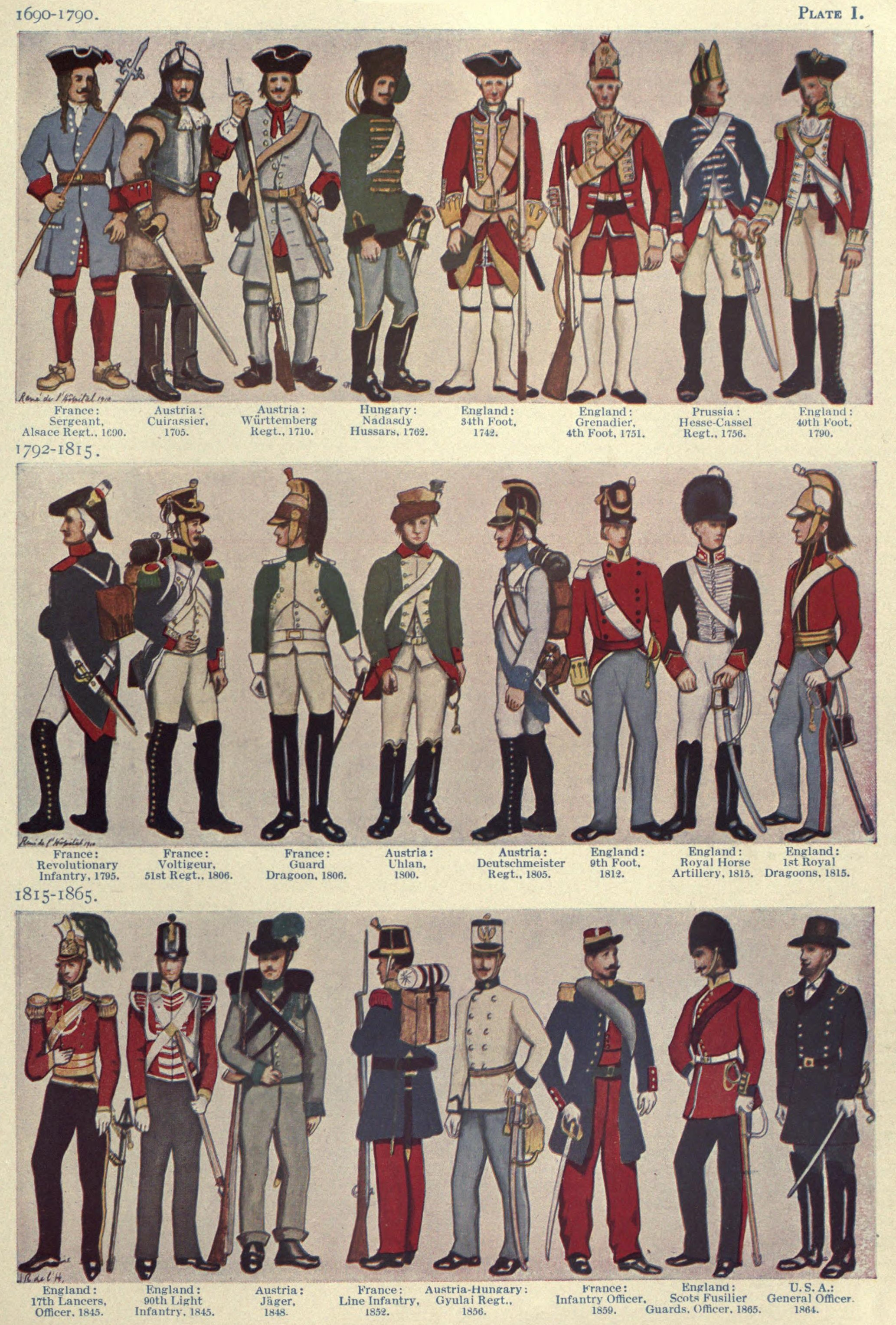
1690년부터 1865년까지의 군복을 그린 삽화

제복과 민족의상은 구별된다. 하지만 특정 집단이나 문화에서 특정한 의복 양식을 선호했다면 이는 그 의상이 제복이라는 인식을 줄 수 있다. 이는 무기, 갑옷, 전통의상 등 전사 계층의 특징들이 종종 확산되면서 더욱 구별하기 어렵게 된다. 헝가리 후사르의 특징인 다채로운 의상은 유럽 전체의 후사르 기병대의 모델이 되었다. 스코틀랜드 고지대의 킬트는 영국군에서 지역 주민들을 징집하기 시작하면서 지역 부대의 의상이 되었다.
용병이나 비정규군에서도 민간인들과 구별되는 의복 양식이 발달할 수 있지만, 이는 군복이 아니다. 이러한 예로 16세기 독일의 란츠크네히트가 있다. 주아브병 등 특수 병과에서는 자신들을 전선의 부대들과 구별하기 위해 독자적인 군복을 만들었다.

### 고대
민족의상을 넘어 제복을 만들려는 노력에 대한 고대의 기록들이 존재한다. 일례로 백색 바탕에 진홍색 테두리가 그려진 튜닉을 입은 한니발의 스페인 보병대가 있다. 다른 예는 적색 의상을 입은 스파르타의 호플리테스다. 진시황릉의 병마용은 정밀 조사 결과 7가지의 다른 갑주를 착용한 것으로 보인다.

### 고대 로마

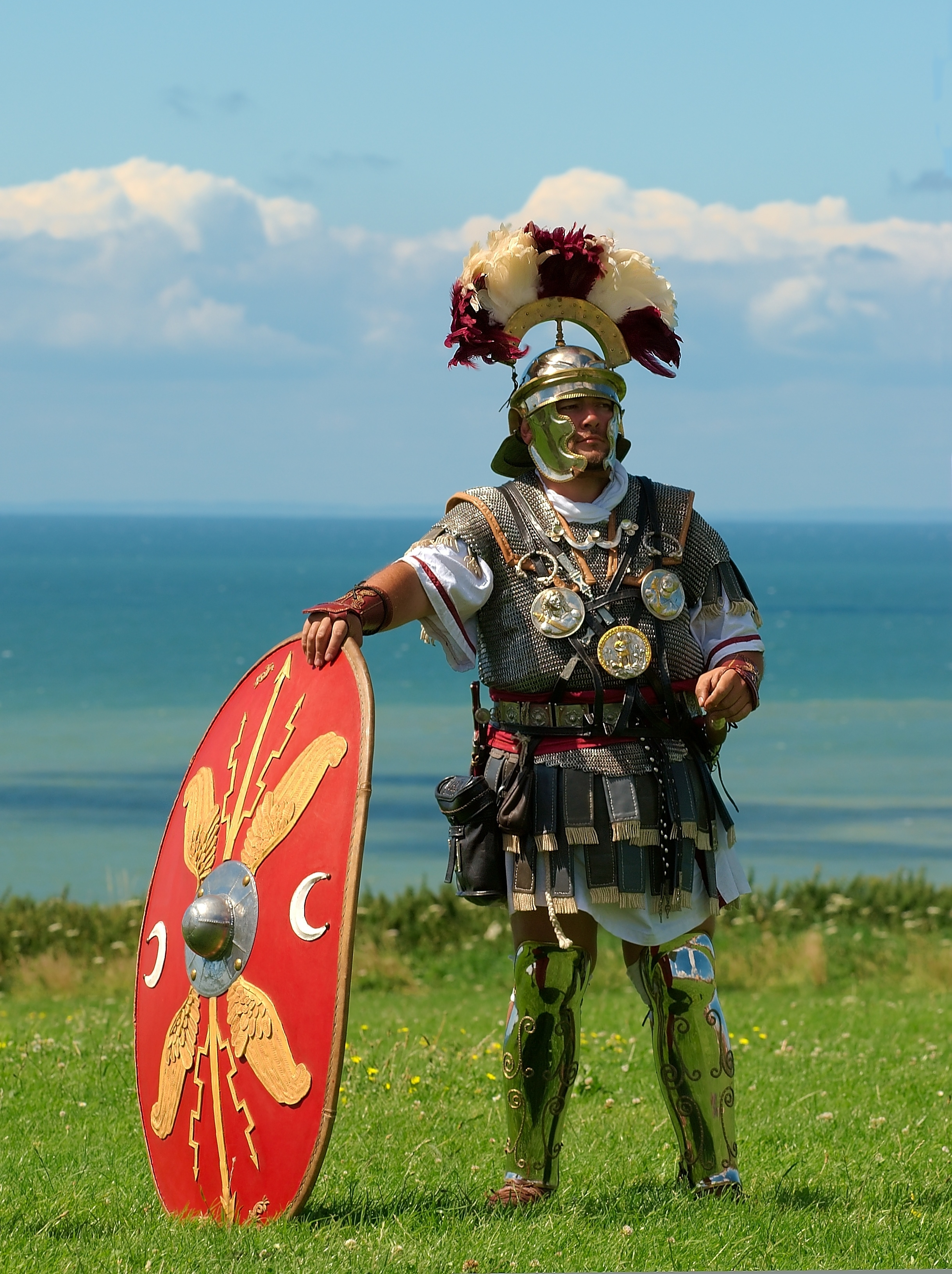
고대 로마의 켄투리오 (역사 재현)

로마 공화정 및 제정 시대의 군단은, 이르게는 대략 1세기 중반부터, 상당히 표준화된 의복와 갑주가 있었다. 하지만 고대 로마군은 표준화된 생산이 불가능했고 이는 세부적인 면들이 상당히 달랐다는 것을 의미한다. 국영 공장에서 만든 갑주조차 생산된 지역에 따라 서로 달랐다. 갑주들은 독특한 문양들으로 칠해져 병사가 어디 출신인지를 보여주었다. 현재까지 남아 있는 의복 조각들과 벽화들은 고대 로마 병사의 기본 튜닉이 백색 또는 적색 모 재질임을 보여준다. 고위 지휘관들은 클로크와 깃털 장식을 착용한 것으로 알려져 있다. 켄투리오 — 군단의 중추 역할을 한, 100명으로 구성된 부대의 지휘관 — 는 투구에 가로로 부착된 상징물, 현대의 메달에 해당하는 가슴 부분의 장식물(phaleræ)들, 갈리아인에게서 유래한 목걸이, 그리고 포도나무 막대(Vitis)를 계급의 상징으로 착용했다.
고대 로마 후기의 몇몇 보조군은 구별되는 색이나 형태를 한 방패를 들고 다녔으나, 군단이 그들의 방패 위의 가죽 덮개에 적힌 숫자들 외의 다른 특징으로 구별되었다는 증거는 발견되지 않는다.

### 중세
비잔티움 제국의 관구군과 중앙군은 현재까지 통용된다고 할 수 있는 방식으로 부대의 식별을 한 최초의 군인들이다. 장교들은 혁대나 페코타리온(pekotarion)을 착용했는데, 이는 계급에 따라 색이 달랐다.
서유럽의 봉건제는 주군에 대한 충성을 나타내기 위해 구별되는 특징들의 예시들을 보여주게 했다. 하지만 이것은 방패에 칠해지거나 겉옷에 수놓아진 색과 문양에서 벗어나지 않았다. 기사수도회에 속하는 성전기사단과 구호기사단에서는 각각 어깨에 적색 십자가가 그려진 백색과 백색 십자가가 그려진 흑색의 망토를 갑주 위에 착용했다. 중세 후기에는 전쟁이 발발했을 때 전쟁에 따라 표준화된 의복이 제작된 예들도 있다. 영국의 예시로는 1296년의 노퍽 징집병들이 착용한 백색 코트와 14세기 체셔 궁병들을 구별해준 녹색 및 백색 의복들 등이 있다.
고려에서는 원나라에서 왕이나 관리들이 먼길을 가거나 전쟁 시에 입는 융복으로 철릭을 원나라에서 들여왔다. 철릭은 하체의 움직임을 자유롭게 한 옷으로, 다리를 벌려 말을 타기 용이하게 고안됐다.

### 오스만 제국
오스만 제국의 매우 조직화된 군대는 군인이 어느 군단이나 계급에 속하는지를 구별하기 위해 구별되는 특징들을 가진 의복들을 도입했다. 일례로 19세기 초 델리 기병대의 펠트로 만들어진 흑색 고깔모자가 있다. 하지만 기본적인 의상은 보통 특정 계층의 병사가 속한 부족이나 사회 계급에 따라 구별되었다. 정교한 색상 규정은 부대의 구별을 가능하게 했다. 심지어 예니체리는, 적색이나 백색 모자가 선호되는 색이었으나, 개인적인 방법으로 취향에 따른 표현이 가능했다. 오스만군 의복의 완전한 표준화는 1820년대 마흐무트 2세의 오스만군 재편성 이후 이루어졌다.

### 해군

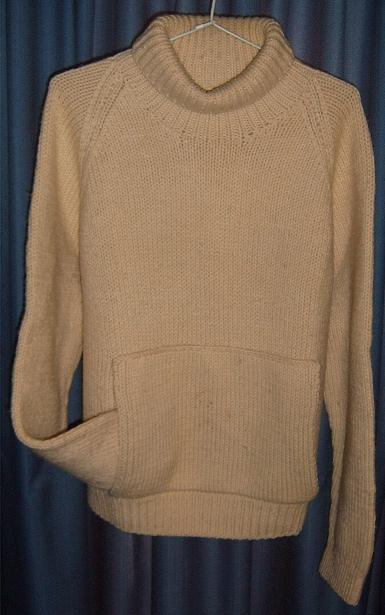
털실으로 뜨개질된 수병 스웨터

초기 위장의 예시로, 로마 제국의 수병들이 청색이나 회색 튜닉을 입었다는 기록을 들 수 있다. 하지만 군복은 상대적으로 최근까지 해군의 특징이 아니었다. 이는 병사들과 수병들 간의 상대적인 임무와 환경의 차이를 반영한다고 할 수 있다.
19세기 중반까지 영국 왕립해군에서는 장교들과 준사관들만 군복을 착용했다. 18세기와 나폴레옹 전쟁 시기 동안 해군 장교들은 육군 장교들의 의복을 닮은, 백색 테두리를 단 암청색 의복을 착용했다. 19세기 초 영국 왕립해군 장교들은 이각모, 백색 깃과 커프스가 달린 암청색의 짧은 코트, 암청색이나 백색의 바지 또는 반바지로 이루어져 더 구별되는 군복으로 발전시켰다. 견장과 자수는 금색으로 계급에 따라 다양했다. 이 군복의 단순화된 형태가 현대 장교들의 정복으로 남아 있다.
이 기간 동안 수병들은 그들의 의복을 보급받거나 스스로 제작했다. 수병들은 전통적으로 작업에 적합한 의복을 제작했다. 노끈으로 만든 혁대가 달린 넉넉한 바지, 밧줄 걸이나 도르래에 걸리지 않도록 손목보다 짧은 반팔에 머리까지 걸쳐지는 튜닉이 그것이다. 추운 날씨를 위해 털실 스웨터를 뜨개질했다. 습한 날씨를 위해 오래된 의복을 탤로나 지방으로 방수처리해 코트를 만들었다. 이 당시, 장교들은 특정한 날 오후를 의복을 제작하는 날으로 지정하기도 했다.
1857년 1월에는 부사관들과 수병들 모두에게 군복을 보급한다는 결정이 내려졌다. 영국 왕립해군이 트라팔가르 해전 이후부터 제2차 세계 대전까지 세계를 지배했기 때문에 영국 왕립해군의 군복은 모든 타국 해군의 모델이 되었다. 특별히 구별되는 특징들 — 프랑스 수병의 모자에 달린 적색 방울, 독일 해군의 앞쪽이 벌어진 재킷, 미국 해군의 둥근 백색 모자 등 — 이 등장했지만 전반적인 형태는 제2차 세계 대전 이전까지 표준화된 형태를 유지했다.

### 근대

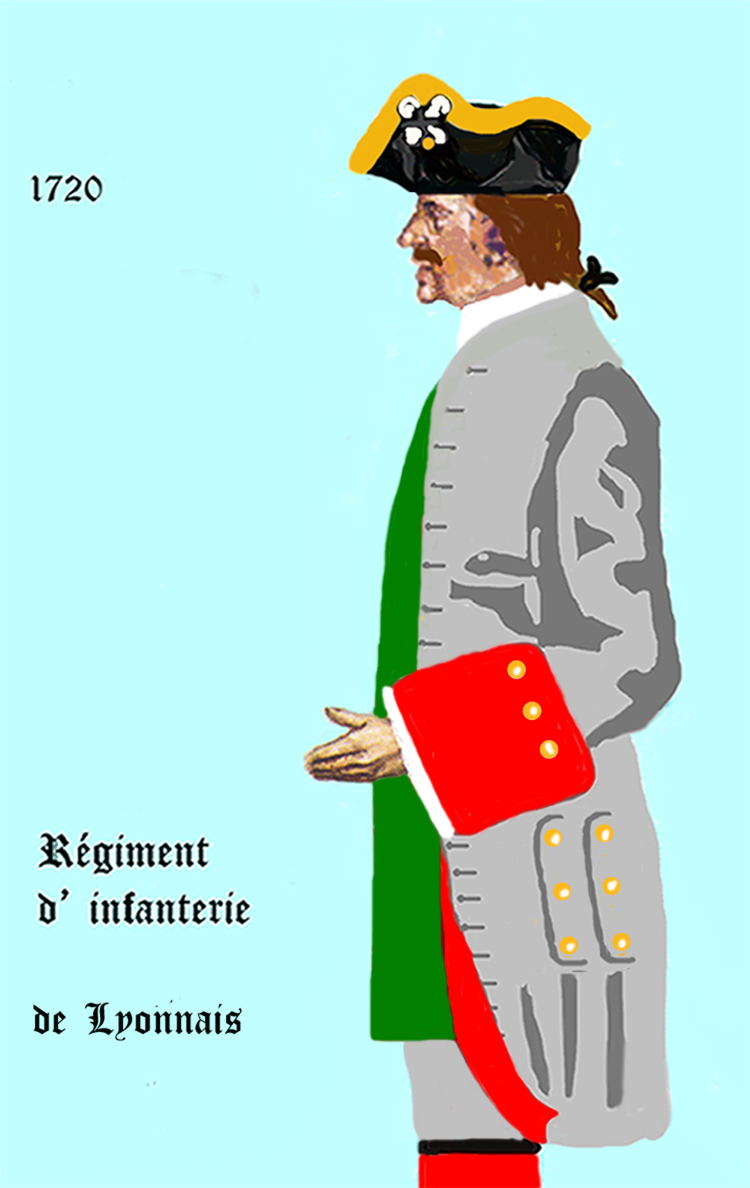
색상으로 다양한 연대들을 구별하기 시작했다. 그림은 표준 회색 군복에 적색과 녹색 테두리를 단 리요네 연대.

군복의 형태와 장식은 시대에 따른 군대의 지위, 이미지와 자원에 따라 크게 차이가 났다. 군복은 17세기 중반의 프랑스 육군을 시작으로 표준화되었다. 1600년 이전의 몇몇 독일과 네덜란드 연대들은 적색이나 황색 코트를 착용했다. 스웨덴의 일부 보병대에서는 구스타브 2세 아돌프에 의해 1626년부터 표준화된 색상의 군복을 착용해왔다. 하지만, 15세기와 16세기의 징집병들은 주로 민간 복장을 착용했으며 연대에서는 연대장이 선호한 형태와 색상의 의상을 착용했다. 심지어 왕실 근위대들도 종종 보통의 복장 위에 입은 구별되는 색이나 자수가 놓여진 겉옷으로만 구별할 수 있었다. 군대가 적과 아군을 구별하기 쉽도록, 나뭇잎 등의 임시 기호들이 착용되기 시작했다.
이 시기, 최소한 프랑스에서는, 다양한 상황에서 입는 의복과 군장의 일반적인 특성은 명령에 의해 규정되었다는 것이다. 하지만 "모병제"가 유지되고 군인들이 개전 시 소집되어 종전 시 해산되었기 때문에 의복의 통일은 기대할 수 없었다. 따라서 군복의 시작은 잉글랜드 내전의 잉글랜드군 등의 상비군에서 이루어졌다. 잉글랜드군의 초기에는, 연대장이 사비로 군복을 마련했지만, 빈곤한 시민들은 보통의 의복, 갑주와 칼집을 착용하고 전쟁에 나섰다. 그러나 1645년 장기의회에서 상비군의 "자급"에 대한 입법이 이루어졌으며, 연대장은 연대의 소유자가 아닌 장교가 되었다.
그 이후로부터 지켜진 원칙들 — 다양한 테두리를 단 코트 군복 — 이 만들어졌다. 이에 대한 반감은 거의 없었다. 오스트리아의 연대장들은, 아마 "도매가"로 쓸 만한 색상을 노려서, 암묵적인 동감을 통해 군인들에게 군복을 착용시켰고, 1707년에 외젠 드 사부아 공자는 군복 규정을 만들어 몇몇 연대들의 군복을 교체했다. 프랑스에서는, 잉글랜드 및 오스트리아에서 그랬듯, 전문 인력이 아닌 부유층 장교가 지휘한 기병은 군복을 착용하지 않았다. 하지만 1688년에는 프랑스 기병의 7분의 6이 적색 테두리를 단 회백색 군복을 착용했으며, 용기병 연대들은 청색 테두리를 단 적색 군복이 있었다. 전통적인 프랑스 연대들은 회색, 스위스는 적색, 독일은 흑색, 이탈리아는 적색 코트에 각각 다양한 테두리를 달았다. 프랑스의 회색은 오스트리아의 회색과 같이, 저가로 제작될 수 있는 좋은 색상임을 고려해 결정된 것으로 추정된다.
18세기에는 유럽의 일반적인 군복이 민간 복장들의 표준화된 형태가 합쳐진 것이었다. 군복의 한 가지 특징으로 허벅지 중간까지 오고 여러 개의 단추가 달린 긴 캔버스 각반이 있었다. 유럽 각국의 군대에서 복장은 매우 표준화되었다. 군복의 색상에 따라 구별이 이루어졌다. 군대 내에서는 여러 연대들이 "테두리" — 코트에 다른 연대들과 구별되는 색으로 만들어진 속과 자수 — 로 구별되었다. 특정 병과들의 임무는 복장에 어느 정도 반영되었다. 이렇게 대부분의 국가들에서 포병대의 군복은 — 그들이 다루는 흑색화약이 밝은 색상의 복장에 묻기 때문에 — 암청색으로 만들어졌다. 보병대의 군악대는 종종 연대 코트 색을 테두리 색으로, 테두리 색을 코트 색으로 "뒤집은" 색상으로 착용했다.
장교들은 군복을 받아들이는 것이 상대적으로 느렸다. 17세기 후반의 장교들은 개인적인 방법으로 취향에 따른 개인적인 형태와 색상의 복장을 입었다. 프랑스군 등의 초기 관습은 장교들이 연대의 테두리 색의 코트를 입는 것이었다. 목에 두른 사슬에 달린 고지트는 어깨의 리본 묶음이 견장으로 발전하기 이전까지는 유일하게 구별 가능한 장교의 상징이었다. 장교들의 군복은 세세한 제한의 대상이 되었음에도, 사용된 재질과 장식들의 좋은 질을 통해 다른 계급의 군복과 쉽게 구별할 수 있었다. 연대의 복장에서 장교들의 모자와 코트에 수놓아진 금색 또는 은색의 자수는 구리 또는 퓨터 재질의 단추와 주로 어울려졌다.
몇몇 18세기 군대들에서는 새로운 군복이 놀라울 정도로 자주 제작되었다. 하지만, 당시의 군인은 옷 한 벌으로 행진, 전투, 휴식을 해야 했으며 여벌의 코트나 작업복은 18세기 말까지는 가끔씩만 제작되었다는 것을 고려해야 한다.

### 19세기

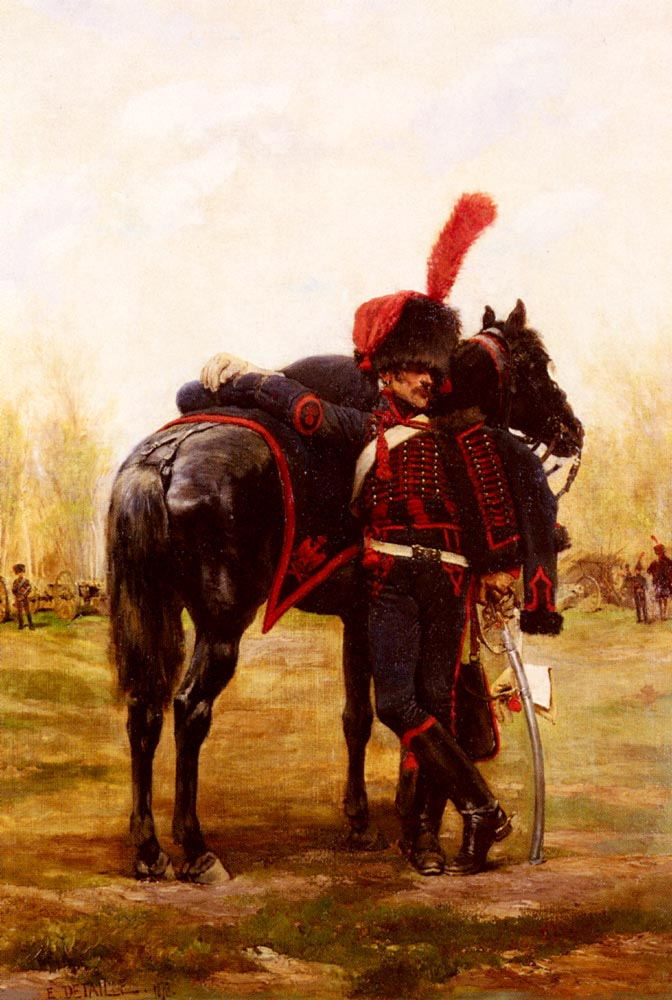
프랑스 제국친위대의 기마포병 군복

19세기의 첫 15년은 1850년대까지 군복의 형태에 영향을 주었다. 예를 들어, 몇몇 프랑스 군복들 — 특히 제국친위대의 기병 연대 군복 — 은 당시 그 중에서도 가장 눈에 띄게 구별되었다고 여겨진다. 프랑스 군복들의 가격은, 200-250프랑 가격의 전열보병 군복부터 2000프랑 가격의 흉갑기병 군복까지 매우 다양했다. 근위대의 기병은 10개 이상의 군복이 있었다. 프랑스와 다른 유럽 국가들에서는 이각모를 장식이 달린 투구로 교체하는 것이 일반적인 경향이었다.
군복의 장식은 19세기의 서유럽에서 절정에 이르렀다. 종종 나폴레옹 전쟁이 다채롭고 화려한 군복의 절정기였다고 여겨지지만, 사실 그 이후 수십 년간의 상대적 평화의 시대는 더 장식적인 형태가 있던 시기였다. 나폴레옹 전쟁 당시 전장의 군인들은 적합하지 않은 의복들이 상하거나 지역의 보급품으로 대체되었기 때문에 허름하고 평범한 모습이었다. 이후에도 19세기의 염색은 기초적인 수준이었기에 한 부대의 각기 다른 군복들은, 특히 비나 햇빛에 노출된 이후에는, 서로 다른 색조를 보여주었다. 18세기와 19세기 초에 여러 군대에서 인기가 있었던 백색 군복은 쉽게 흙이 묻었고 깨끗한 색을 유지하기 위해 많은 손이 갔다. 엽병 및 소총 연대에서 착용한 녹색은 1890년대에 화학 염색이 고안되기 이전까지는 특히 색이 바래기 쉬웠다. 영국 군인들은 눈에 띄는 적색 코트로 유명했다. 이는 사실 진홍색 튜닉이 도입된 1870년대 이전까지 쓰이던 알리자린의 색이 바랜 것이었다.

### 미국 남북 전쟁
일반적으로 북군 군인들은 파란색 군복을 착용했고 남군 군인들은 회색 군복을 착용했다고 여겨진다. 하지만, 이는 일반화에 불과하다. 북군과 남군 모두 군복 규정을 만들었으나, 현실적인 문제로 인해 양측 모두 개전시까지 모두에게 군복을 착용시키지 못했다. 전쟁 초기 양측의 정규군 부대들 및 신속하게 모집된 연대들은 다양한 형태와 색상의 복장들을 착용했다. 몇몇 연대들은 녹색 군복이 있었고, 프랑스 주아브병의 형태를 따랐다.
북군은 결국 대부분의 병력에게 규정된 청색 군복을 보급했으나 종종 색이 바래 회색으로 보였다. 남군에서는 각 주들이 군복을 보급해야 했다. 여러 주들이 충분한 군복을 보급하지 못해 노획한 북군 군복을 착용했다. 전쟁 후반의 남군 군인들을 찍은 사진에서는 표준화된 군복이 보인다. 윌리엄 테쿰세 셔먼의 병력은 조지아주로 진격하면서 북군과의 보급이 중단되자 남군의 복장을 착용하기 시작했다.

### 밝은 색상의 폐지
1914년까지 대부분의 군대에서 모든 계급에게, 행진 및 근무복 용도의 다채로운 군복을 보급했다. 이는 종종 이전과는 다른 특징을 보였다. 예를 들어 대부분의 러시아군은 1700년에 표트르 1세가 도입한 암녹색 복장을 착용했다. 독일 보병은 이전의 두 세기 동안 일반적으로 어두운 "프러시안 블루" 색상의 복장을 착용했다. 이 외에도 프로이센 육군의 역사적인 군복의 특징들이 1870년 프로이센-프랑스 전쟁 이후 프로이센의 영향하에 놓인 다른 독일계 국가들에서도 채택되었다. 하지만 독일 제국 수립 이후에도 바이에른에서는 계속 밝은 청색 복장을 착용했으며 작센 연대들은 몇 가지 특징들을 유지했다. 오스트리아-헝가리 제국의 보병대는 역사적인 백색 튜닉을 암청색으로 교체했다. 하지만 깃, 커프스와 어깨끈에서 나타나는 매우 다양한 색상들은 유지되었다. 예를 들어 적색에는 10가지의 색조가 있었다. 스웨덴 육군은 18세기 초 이후로 황색 테두리를 단 암청색 군복을 선호했다. 여기에는 군 내부, 연대 간, 군종이나 계급 간의 복잡하고 무한한 다양성이 있었다.

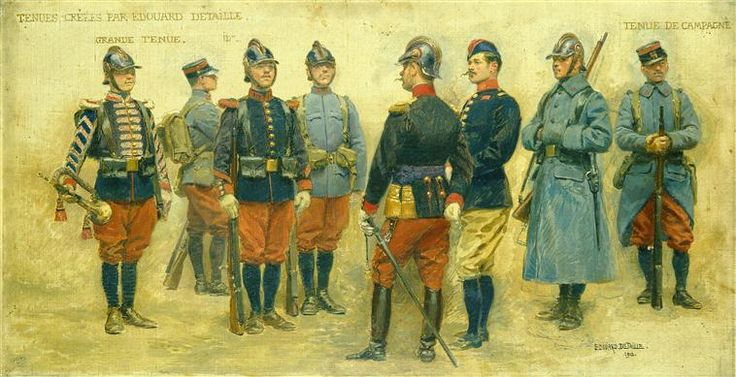
전장에서 눈에 띌 가능성을 낮추기 위해 1912년에 시험 제작된 프랑스 보병의 군복들은 전투복으로도 보일 수 있다 (오른쪽)

하지만, 1914년까지 점차 무채색 복장이 전투복이나 근무복으로 채택되기 시작했다. 영국군은 최초로 1848년 인도에서 무채색의 카키색을 도입했다. 이탈리아군은 1909년에 회녹색 군복을 도입해, 다양한 색조들의 회색을 채택한 독일과 오스트리아를 따랐다. 러시아군은 1905년 러일 전쟁을 경험한 이후, 1908년에 회색조의 카키색 전투복으로 교체했다. 러시아 제국 육군은 이후 행진용 정복을 더욱 화려하고 다채로운 형태로 교체하고, 1914년 개전 당시에는 카키색과 밝은 색상들의 혼합을 시험하고 있었다. 일본 제국 육군에서는 1905년 이후 모든 상황에서 카키색 복장을 착용하도록 했지만, 각 군종의 장교들과 황실 근위대의 기병들은 공식 행사를 위해 전통적인 색상의 군복을 유지했다. 19세기의 중국 육군은 매우 다양한 색의 의상을 착용했다. 자수가 놓아진 가슴판과 색 단추가 달린 수건이 계급 및 부대를 구별하기 위해 사용되었다. 1910년부터 청나라 육군은 군종을 구별하기 위해 적색, 백색, 황색의 테두리를 단 일본식의 암청색 군복을 도입했다.
제1차 세계 대전은 여러 군대의 모든 계급에서 장식적이고 다채로운 군복이라는 고가의 관행에 마침내 종지부를 찍었다. 1914년 8월 당시 전선의 참전국 병력들 중에서도 벨기에와 프랑스 육군만 밝은 색상과 구식 투구를 실전에서 착용했다. 1910년 독일 제국의 야전회색 군복은 구식 군복의 피켈하우베 등의 장식들 같은 전통적인 특성들을 많이 유지했다. 현대전에 필요한 재정 상황 등의 요구는 이렇게 살아남은 관행들을 사라지게 했으며 1916년까지 모든 참전국들은 카키색, 여러 색조의 회색, 또는 밝은 청색의 군복을 착용하게 되었다. 개전 이전의 다채로운 군복들은 신병들의 기초훈련용으로 창고에 넣어졌다.
철모는 1915년 프랑스 육군에서 최초로 등장했다. 이러한 혁신의 장점은 영국과 독일 육군이 1916년에 독자적인 철모를 채택하는 요인이 되었다. 다른 군대들은 군복을 따랐는데, 예를 들어 벨기에군과 이탈리아군은 프랑스 군복을 따랐으며 오스트리아-헝가리군은 독일 군복을 따랐다.

### 전간기
1914-1918년의 무채색 군복들은 제2차 세계 대전까지도 일반적으로 남아있었다. 여기에는 왕국과 제국을 대체한 공화주의, 파시즘, 나치즘, 공산주의 정부들이 과거의 유산들을 보존하는 데에 관심을 가지지 않은 것이 하나의 요인으로 작용했다. 영국 육군은 근위연대와 군악대에 정복을 다시 도입했으며, 장교들에게 적절한 상황에 따라 청색이나 녹색 근무복인 "순찰복"이나 정복을 착용하도록 했다. 프랑스군은 1930년 이후 모든 장교들에게 군종과 연대에 따라 색상의 1914년 이전 정복을 착용하도록 했다. 이 외에서는 전통적인 색상의 정복들이 장교들과 장기 복무자, 의장대 등의 제한된 병과들의 공식 군복으로 규정되었다. 스페인 육군은 예외적으로 1926년까지 소집병의 모든 계급에서 색상 군복을 보급하고, 이후 1931년까지 이들을 세비야, 바르셀로나, 마드리드의 부대에 행사용으로 보급했다. 전열보병을 위한 적색 바지도 포함되었으며, 이는 프랑스군 관행의 영향을 따른 것이었다.
철모는 이제 전 세계적으로 사용되었으며 여러 국가들이 독일군, 영국군, 프랑스군의 제1차 세계 대전식 형태에서 벗어난 독자적인 형태를 채택했다. 이탈리아군, 소련군, 일본군, 스위스군, 스페인군과 포르투갈군이 이들이었다. 단순히 실용적인 보호장구였던 철모는 전간기의 프랑스군, 독일군, 이탈리아군, 소련군에 의해 행진용 복장으로 채택되었다.

### 제2차 세계 대전

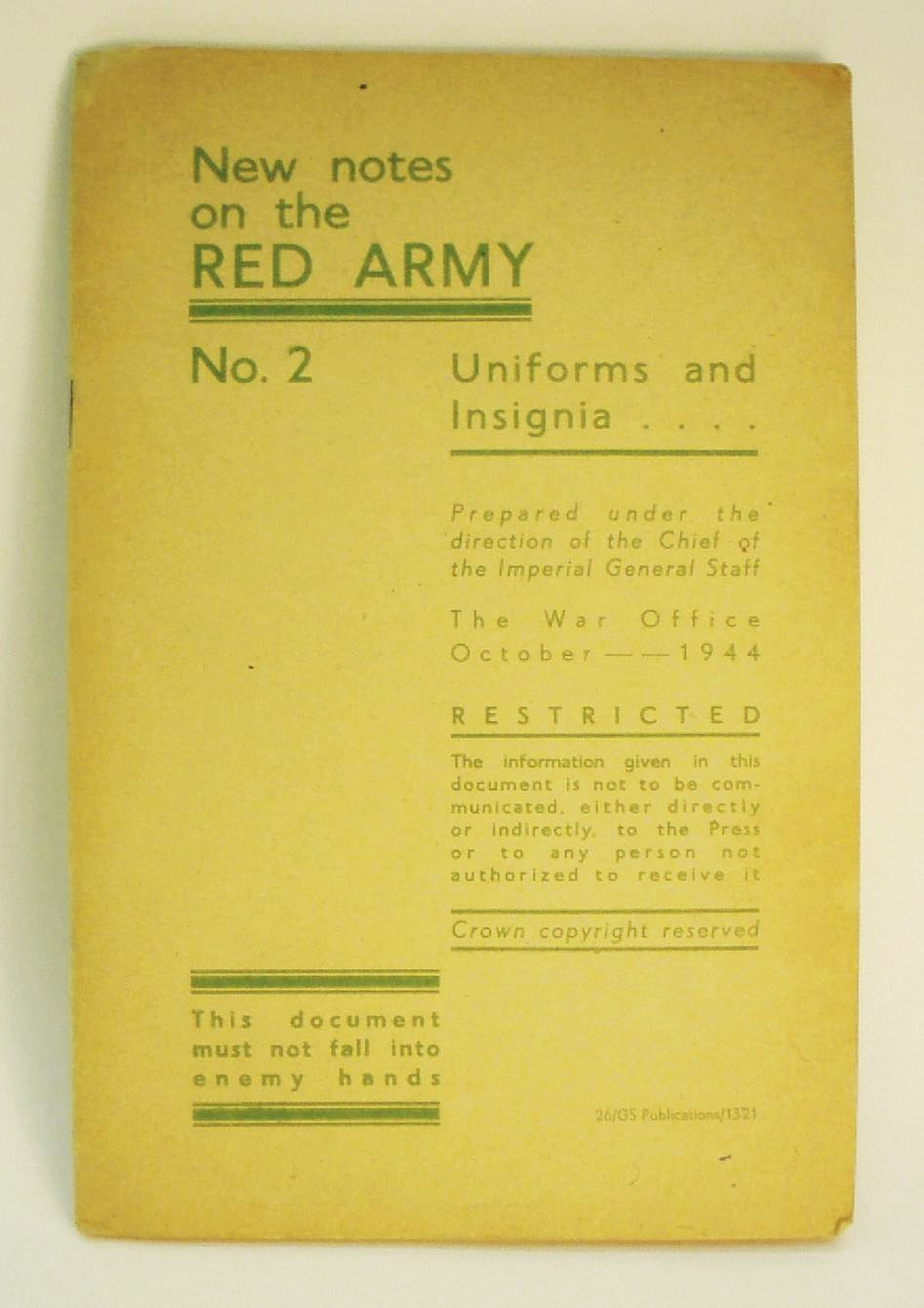
이 배포물은 붉은 군대 군복 및 계급장에 대한 다양한 이미지와 묘사가 들어 있으며 제2차 세계 대전 당시 영국 전쟁부에 의해 발간되어 영국 장교들에게 배부되었다. 독자에게 "적의 손에 넘어가지 않도록 할 것"이라고 전하는 문구에 주목하라.

다양한 색조의 카키색 및 회색의 군복은 제2차 세계 대전 당시 전 세계적으로 사용되었으나 다양한 군대의 형태는 계속 전장에서의 구별을 가능하게 했다. 예를 들어 소련 군인은 전장의 안개 속에서도 독일 군인들과의 구별이 가능했다. 영국, 미국, 일본, 프랑스 군복들과 몇몇 구별되는 특징을 유지했으나, 전쟁이 진행되면서 점점 더 실용적이 되어갔다.
미 육군은 1941년에 제1차 세계 대전식 정복들을 폐지하고 밝은 갈색의 얇은 모 셔츠 및 어두운 바지로 이루어진 단색의 전투복으로 교체했다. 개전 당시의 미군 전투 병력은 "스패츠(spats)"를 단 군화를 착용했으며, 이후 전쟁 중에 2개의 버클이 달린 전투용 장화로 교체했다.
이와 달리 영국 군인은, 장교가 아니더라도, 1938년식 전투복을 모든 상황에서 착용했다.
독일에서는 나치 정부에서 독일 제국 당시 육군 군복의 야전회색, 장화, 깃에 수놓인 자수(Litzen) 등의 여러 특징들을 유지했다. 독일 전차대 병력들은 흑색 모 재질으로 제작된 특수 전투복이 있었으며 열대 기후에서 복무한 부대들은 카키색 제복이 있었다. 이후 전쟁 중에, 심각한 가죽 부족으로 인해 장화가 각반(Gemäsch)이 달린 발목 길이의 군화로 교체되었다.
일본 제국은 일본 제국 육군의 군복 대부분에서 밝은 갈색이나 카키색을 사용했다. 또한 장교들을 위한 녹색 정복도 있었다. 군화는 적갈색 장화였다.
1935년부터 1943년까지, 소련 육군 전 병력의 군복은 갈색이었다. 소련 전차병은 셔츠와 청회색의 튜닉을 착용했다. 1943년, 소련 육군은 제정 시대의 특징들을 다시 채택했는데, 특히 견장은 이전까지 부적절한 "사회계급"이라는 사고방식의 상징으로 간주되던 것이었다. 1943년 견장의 도입은 상대적으로 저렴한 비용으로 소련 병력의 사기를 증진하기 위한 방법이었다. 일단 소련군에 다시 도입되자, 견장은 다시 폐지되지 않고 소련 붕괴 이후에도 군복의 일부로 남았다. 전차병의 구별되는 청회색은 1943년에 폐지되어, 소련 육군의 전 부대가 갈색 복장을 착용하게 되었다.

## 현대 군복
전쟁에서의 효율성 및 경제성의 필요는 현재 군복 디자인에서 중요한 요소이다. 하지만, 대부분의 군대에서는 전투복, 근무복, 정복 등 여러 종류의 군복을 만들어 왔다. 근무 외 시간에 정복을 착용하는 관례는 병사들이 민간 복장을 입는 것을 선호하게 되면서 사라졌다. 하지만 프랑스군의 병사들은 근무 외 시간에도, 매년 7월 17일 파리에서 열리는 혁명 기념일 열병식에서 볼 수 있는 것과 같이, 간소화된 정복을 착용한다.

### 전투복

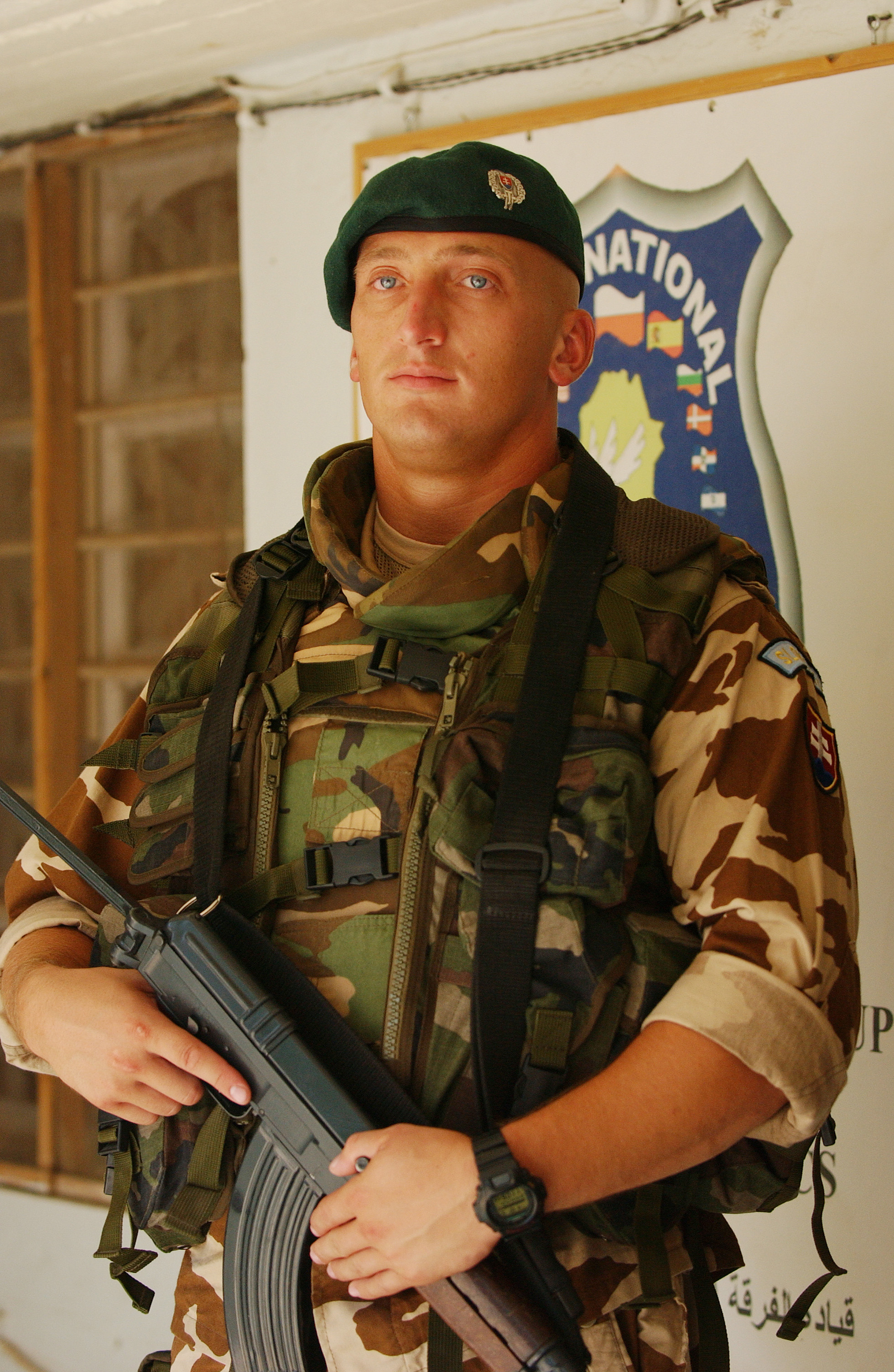
이라크의 캠프 에코 다국적군 중앙남부사령부에서 전투복을 착용한 채 보초를 서는 슬로바키아군 병사

육군에서는 우선적으로 훈련 및 전투 시 전투복을 착용한다. 이는 각국이 비슷하며, 현대 전장의 군인들은 더 이상 의상의 특징으로 구분되지는 않는다. 역사적으로 "전투복"이 되어왔던 과거의 정복들과 달리, 가격이 낮고, 편리하고, 실용적인 전투복은 대부분의 군대에서 점차 일상적인 복장이 되어가고 있다. 아프리카 등 제3세계의 국가들에서는 다양한 곳에서 군복을 구해 위장 패턴과 군복이 통일되지 않은 경우도 있다. 또한 작전지역의 지리적 특성에 따라 같은 군종끼리도 위장 패턴 또는 색상이 다를 수 있다.
이는 세월의 흐름에 따라 점점 발전하는 무기로 인해 갑옷이 더 이상 의미가 없어졌기 때문에 군인들은 점점 생존복으로서 방어에 중점을 둔 갑옷에서 위장에 중점을 둔 전투복으로 점점 변화해 나갔으며 이는 나폴레옹 보나파르트시대에 본격화되기 시작한다. 과거 화려한 외모로 위압감을 주기 위해 갑옷을 최대한 화려하게 입었으나 총포의 발달로 갑옷이 쉽게 파괴되었으며 갑옷을 입은 군인들조차 총알 한 방이면 전사하는 상황이 벌어졌기 때문에 나폴레옹 보나파르트 시대에는 장교들의 군복이 사병과 거의 비슷해진 대신 계급장이 생겨났으며 장교들은 사병들 속에 섞여서 표적에서 벗어났다. 예외로는 무예가 매우 뛰어난 조아킴 뮈라 정도에 불과했다. 제2차 세계대전에 이르러서는 이에 더불어 전투에 은폐 및 엄폐 개념이 생겨나 주변 환경과 비슷한 색으로 군복을 맞춰 입게 되었다. 군복에 사용하는 '국방무늬' 디자인이 주로 녹색, 갈색, 검은색으로 이루어진 이유는 숲에서 전투를 치르는 것을 전제로 한 것이다. 21세기에 이르러서는 은폐 효과가 더 좋은 디지털 무늬를 채용하게 된다. 또한 해병대 전투복은 육군 전투복과는 다르며, 물결무늬 전투복으로 상륙작전을 위한 다양한 자연환경의 색상을 조합했다.

### 정복

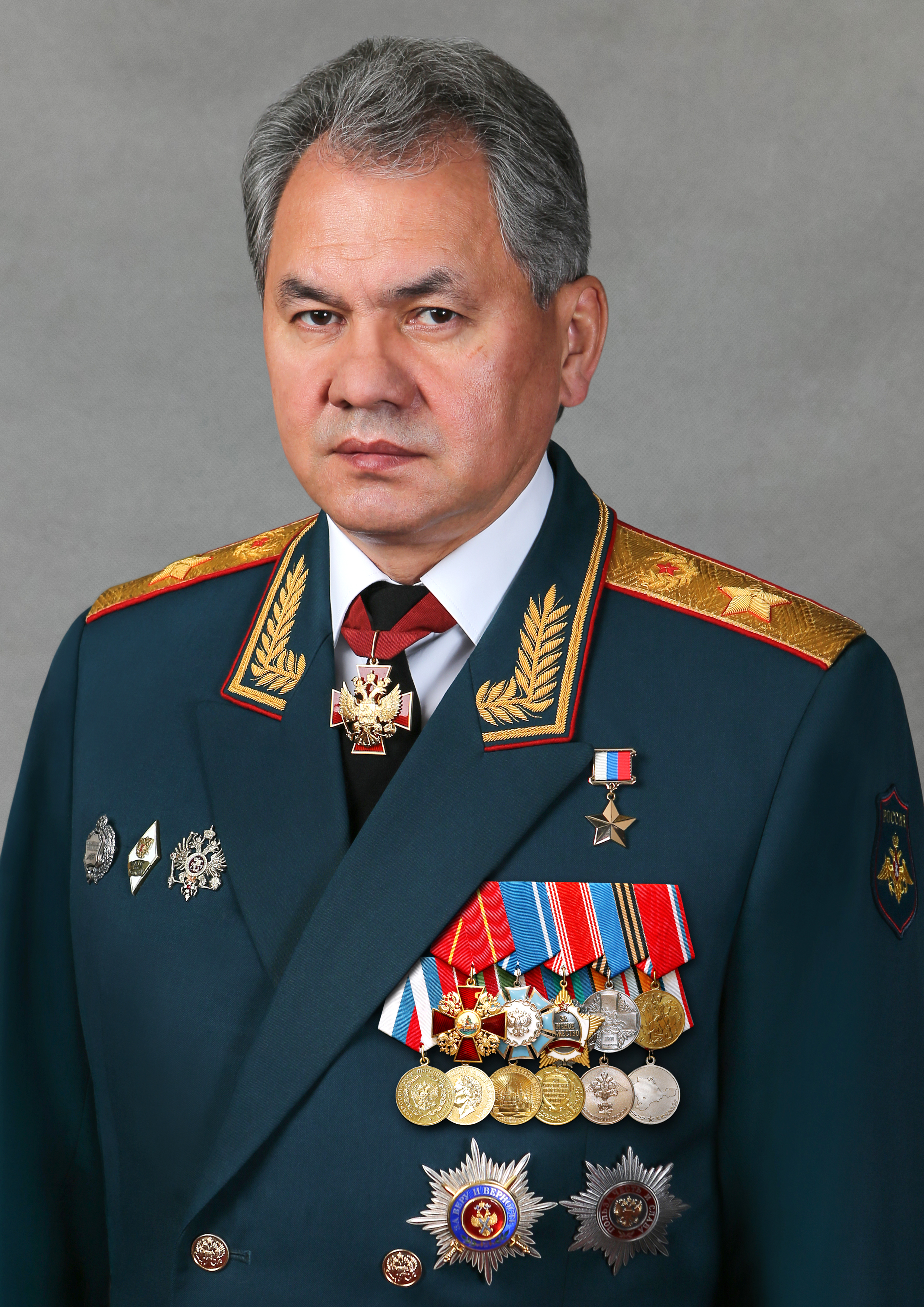
정복을 착용한 세르게이 쇼이구 러시아 국방장관

위와 같이, 전통적인 정복들은 현대의 전투에 특화된 군복들에게 자리를 내 주고 있다. 하지만, 군 행사에 참가하는 군악대와 공식 석상에 오르는 장교들이 주로 착용하기 때문에 이들이 사라지지는 않는다. 정예 부대들은 자신들의 특징을 보이려 한다. 미국 해병대는 붉은 선으로 마감된 전통적인 암청색 튜닉과 밝은 청색 바지로 유명하다. 이 군복은 매년 11월 해병대 창립일 등의 공식 행사에서 착용된다. 영국의 근위 기병대 및 보병대는 행사 등 "공공 임무"에서 1914년 이래로 거의 바뀌지 않은 군복을 착용한다.

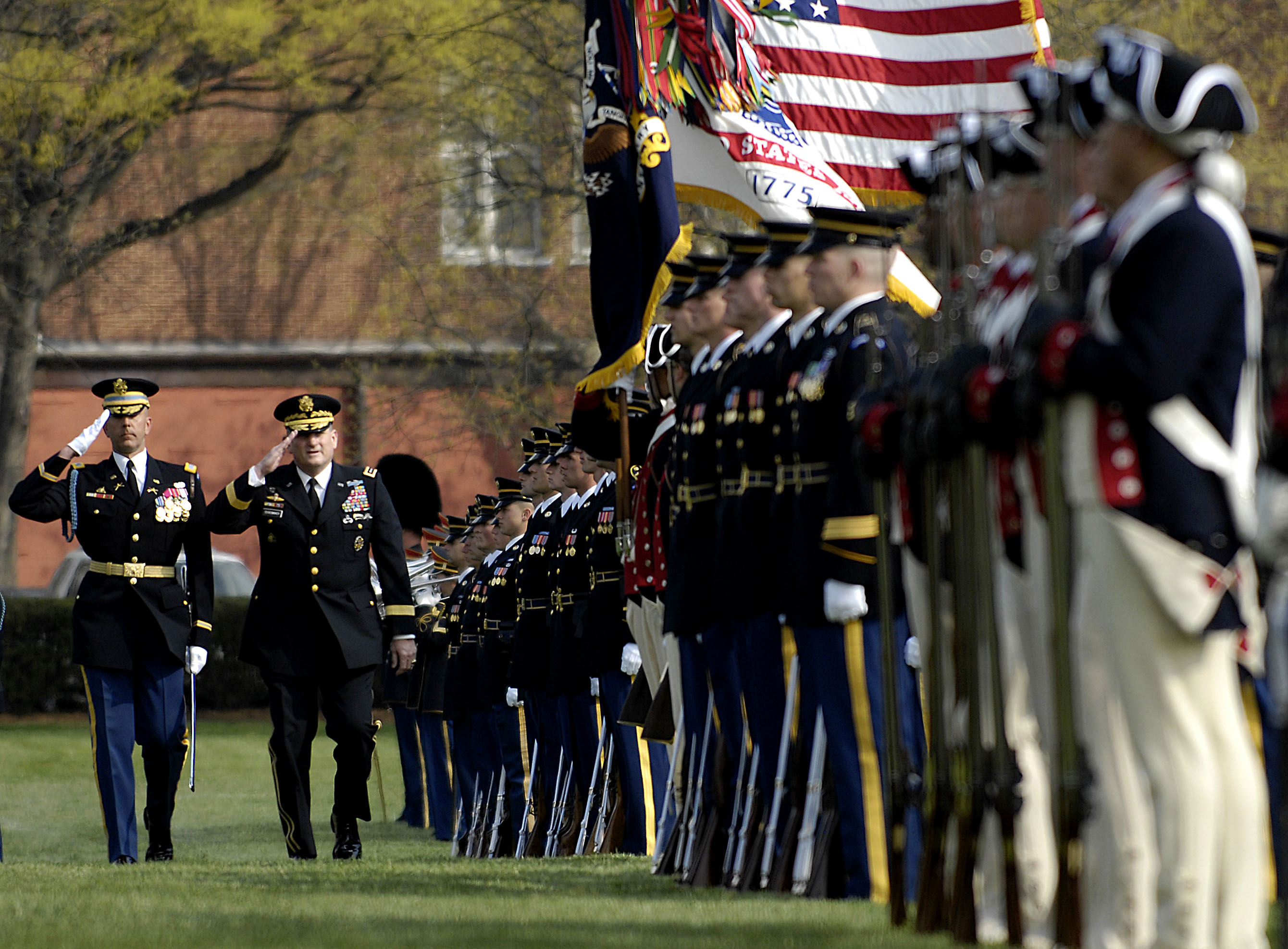
정복을 착용하고 사열을 하는 2명의 미군. 장성급 장교의 정복은 상의와 바지의 색이 동일하다.

미 육군의 경우 정복은 바지가 신분에 따라 달라진다. 이등병부터 대령까지는 감청색이지만 준장부터는 상의와 동일한 암청색이다. 
미군을 비롯하여 모병제 국가는 이등병도 직업군인이기 때문에 모든 종류의 군복이 지급되며 근무복과 정복 역시 지급된다. 하지만 대한민국 국군은 하사부터 정복이 지급되는데 이는 이등병에게도 정복을 지급할 경우 정복 제작 비용이 크게 상승하는 반면 사병은 복무 기간이 짧아 정복을 입을 기회가 그리 많지 않기 때문이다. 실제로도 간부 중 가장 복무 기간이 짧은 학군사관의 경우 정복을 소위 임관식때 단 한 번 입은 후 제대하는 그 순간까지 단 한 번도 입지 않고 쓰레기통에 버리는 경우도 비일비재하다.
많은 국가들의 군대에서는 위장색 전투복에 메달, 스카프, 색 있는 베레 등을 더해 열병식을 위한 전투복을 채택하고 있다. 과거와 현재의 특징들을 결합한 흥미로운 예로는 프랑스와 스페인의 북아프리카 부대들에서 클로크, 페즈, 터번 등에 현대의 카키색이나 위장색 군복을 더한 것이 있다.

### 부착물
군복은 어떠한 군복이든 간에 여러 가지 부착물이 존재한다. 이는 군복을 입는 당사자인 군인의 직업 특성 상 소속, 자격, 신분 등을 명시할 필요가 있기 때문이다.
- 명찰: 오른쪽 가슴에 패용한다.
- 비표: 왼쪽 가슴, 휘장 위에 패용한다.
- 휘장: 왼쪽 가슴에 패용한다.

- 레인저 휘장: 유격 진행요원 자격을 표시한다.
- 공수 휘장: 강하 횟수를 표시한다. 등급이 존재하며 높은 등급의 경우 강하조장이라 한다.
- 지휘관 휘장: 중대장 이상의 지휘보직 종사자가 패용한다. 위의 두 휘장과는 달리 명찰 아래 높이에 패용한다.

- 견장: 어깨에 패용한다.

- 지휘자 견장: 지휘보직 종사자가 패용한다.
- 황색 견장: 신입 이등병이 패용한다.

- 흉장: 특수목적 부대 소속이 패용한다. 오른쪽 가슴, 지휘관 휘장과 동일한 높이에 패용한다.
- 부대 마크: 어깨 옆부분에 패용한다.
- 계급장: 군복 부착물 중 가장 상위에 있는 부착물로 장성급 장교의 계급장은 군복 부착물중 유일하게 신분 제한이 걸려있다.

- 병: 가슴 주머니 상단에 패용한다.
- 간부: 전투복과 근무복은 군복 칼라에 패용하며 정복은 어깨에 패용한다. 근무복과 정복용 계급장은 철제 계급장이다.

- 약장: 훈장 및 포상을 축소한 약식 휘장으로 전투복에는 패용하지 않으며 근무복과 정복에만 패용한다. 왼쪽 가슴에 패용하며 휘장 아래에 패용한다. 미군의 경우 매우 엄격하여 무자격 약장을 패용하면 엄청난 비판의 대상이 되는데 실제로도 제러미 마이클 부어다 제독은 V 기장 패용 자격이 없음에도 상급자들의 허락 하에 패용한 일이 원인이 되어 자살할 정도였다.

## 나라별 군복

### 대한민국

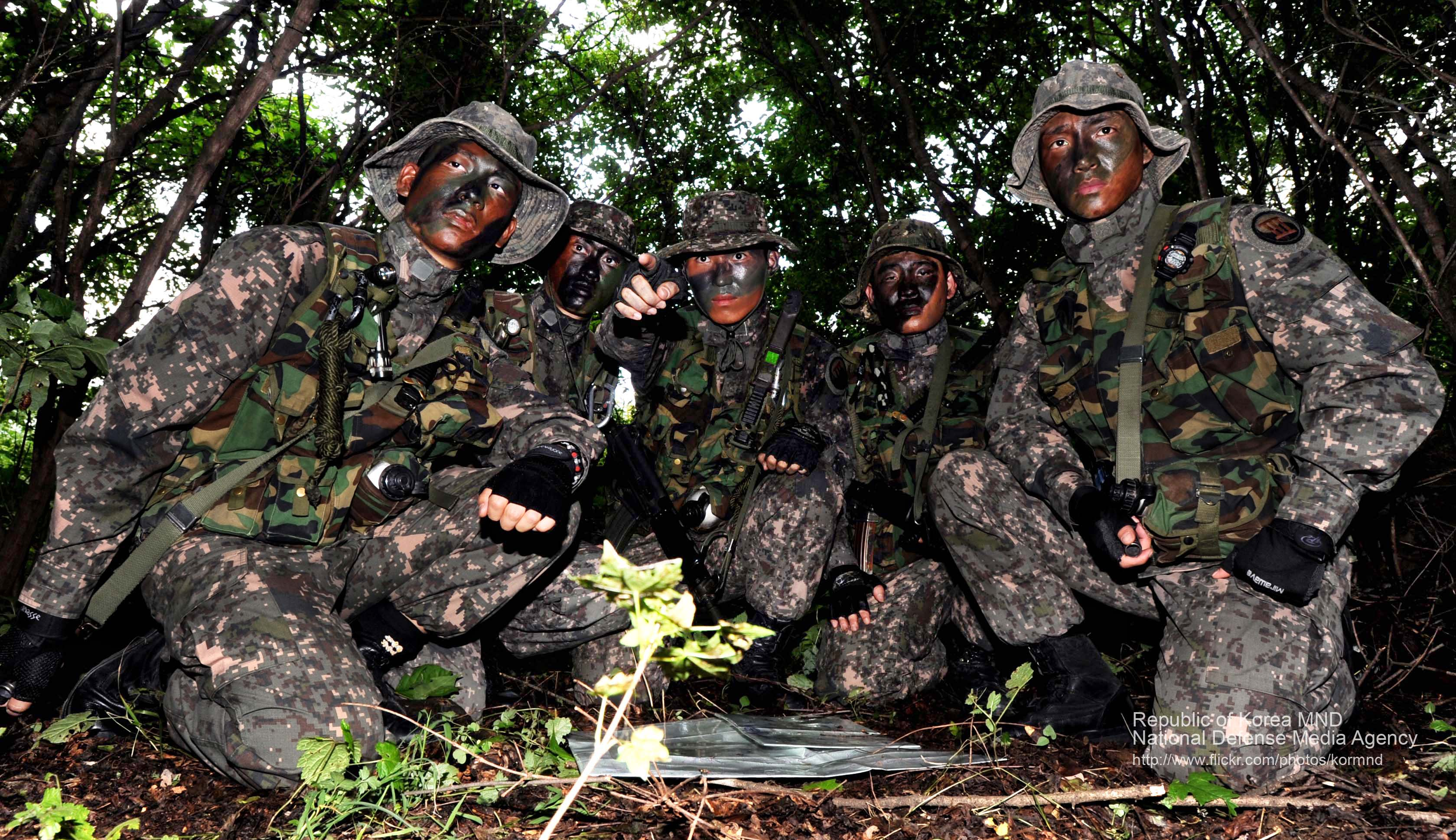
디지털 무늬 군복을 입은 특공연대 장병들

한국전쟁 당시 국군은 미군이 사용하던 OG-107 군복을 사용하였다. 이러한 민무늬 군복은 특수전 부대를 제외하고 대부분 통용되었다. 이러한 민무늬 군복과는 별개로, 박정희 정부에서만 사용했던 유신복이라는 특이한 군복이 존재한다. 유신복은 특이하게 국방무늬가 아닌 육각형 모양의 균일한 무늬로 되어 있어서 군복이 아니라 남방같은 느낌이 난다. 수도경비사령부(현(現) 수도방위사령부)의 병력들에게만 지급되었다. 전두환 정부가 들어서자마자 폐지된 군복이다. 이는 위장이 목적이 아니라 독특하고 생소한 디자인으로 인해 위화감을 강화시키기 위한 목적의 군복이다. 민무늬 전투복 이후 우드랜드 무늬 군복이 1990년대부터 도입되어 사용되었다가, 2010년대부터 디지털 무늬 군복이 사용되고 있다.

### 독일
독일 육군은 현대적인 형태 및 베레와 함께 야전회색 군복을 유지해왔다. 깃에 수놓인 자수(Litzen)들은 현대 독일 군복의 일반적인 특징이 되었다. 산악엽병은 더 전통적인 정복을 유지하고 있다. 독일 제국의 전통을 따라, 동독 국가인민군 또한 회색 정복을 유지했다. 1955년 새로 설립된 독일 연방방위군은 미국식 군복을 착용했지만, 동독 부대들에서는 깃이 높은 튜닉, 나팔바지(Stiefelhosen) 및 장화(Marschstiefel)를 유지해왔다.
1945년까지는 바펜로크(Waffenrock)가 군복을 의미하는 일반적인 용어였다. 여기에는 정복, 계급장이 달린 견장, 소매, 배지 등의 휘장들이 포함되었다.

### 러시아
러시아 육군에서는 러시아 제국 시대로 거슬러 올라가는 장교의 견장, 장화와 긴 코트 등의 여러 특징들을 유지해왔다. 장교용 정복은 1914년까지 착용했던 독특한 청록색인 "차르 녹색"이다. 러시아 육군의 여군 군복은 바지를 대신한 치마와 베레를 대신한 개리슨 캡을 포함한다. 1994년 이후로 1999년, 2005년, 2010년, 2013년, 그리고 2017년에 일련의 군복 교체가 있었다.

### 미국

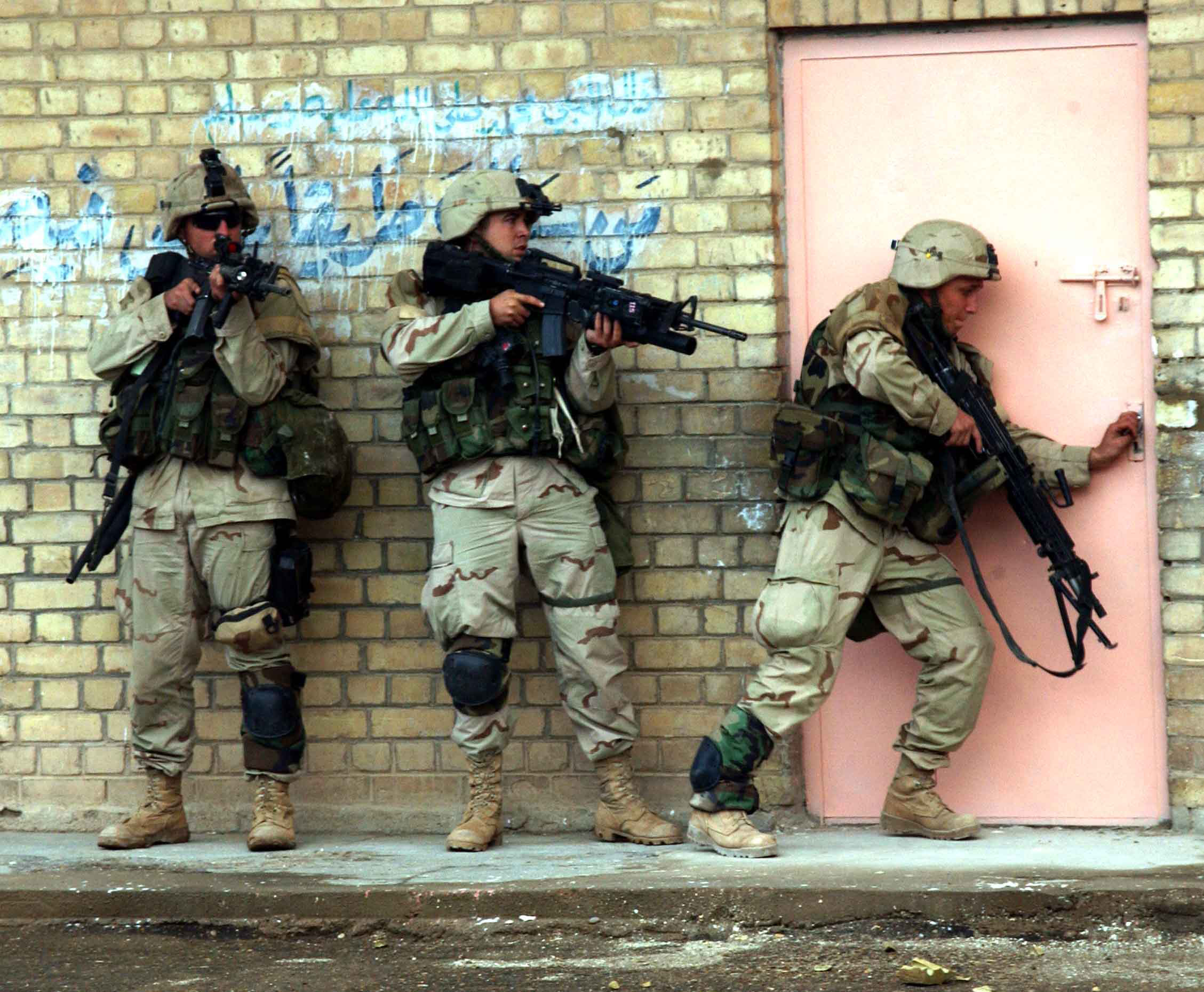
이 미국 육군 군인들이 착용한 현대 군복은 환경에 적합하게 디자인되었다

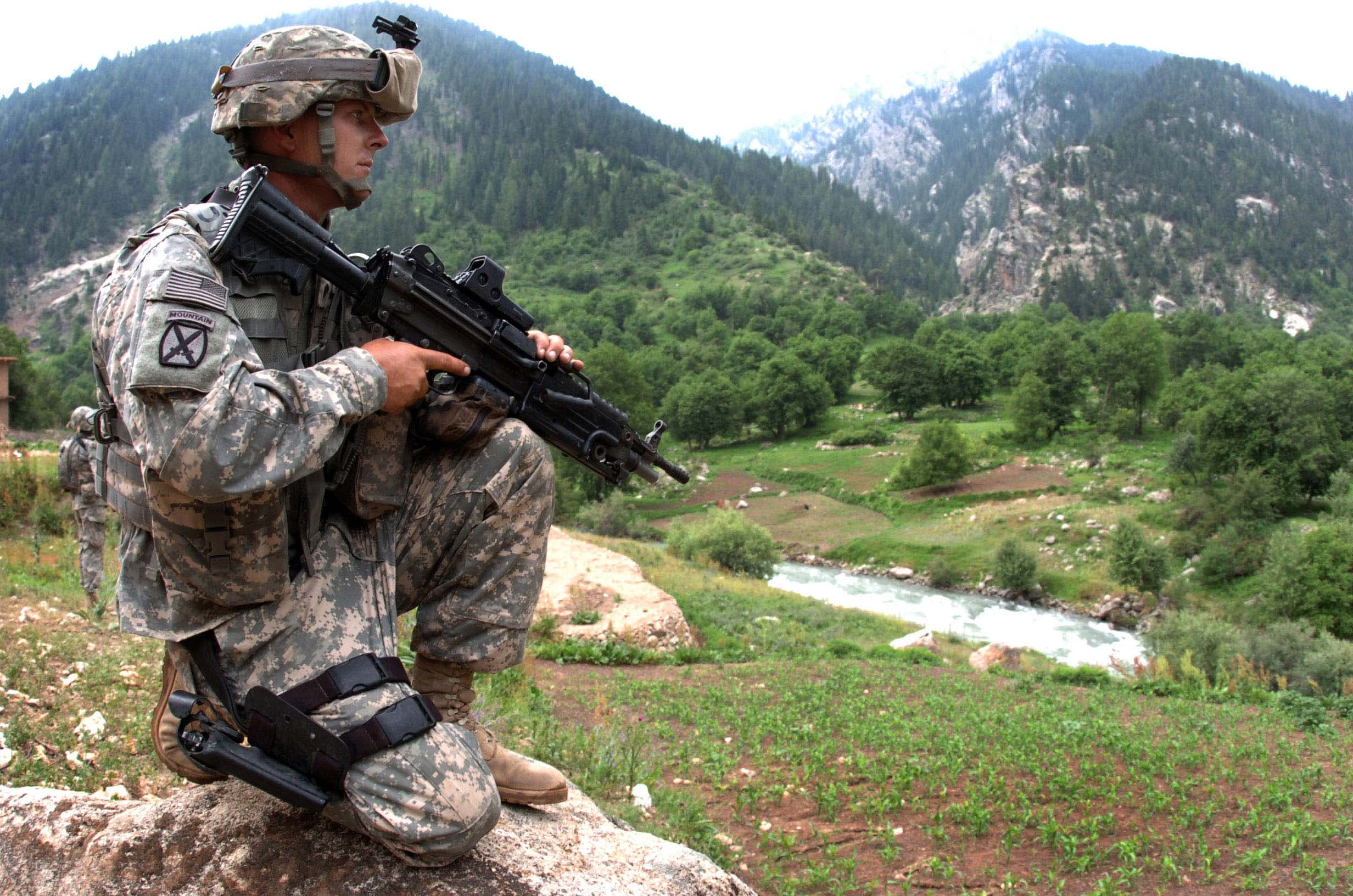
아프가니스탄 전쟁에서의 미국 육군 군인이 신형 아미 컴뱃 유니폼을 착용하고 있다

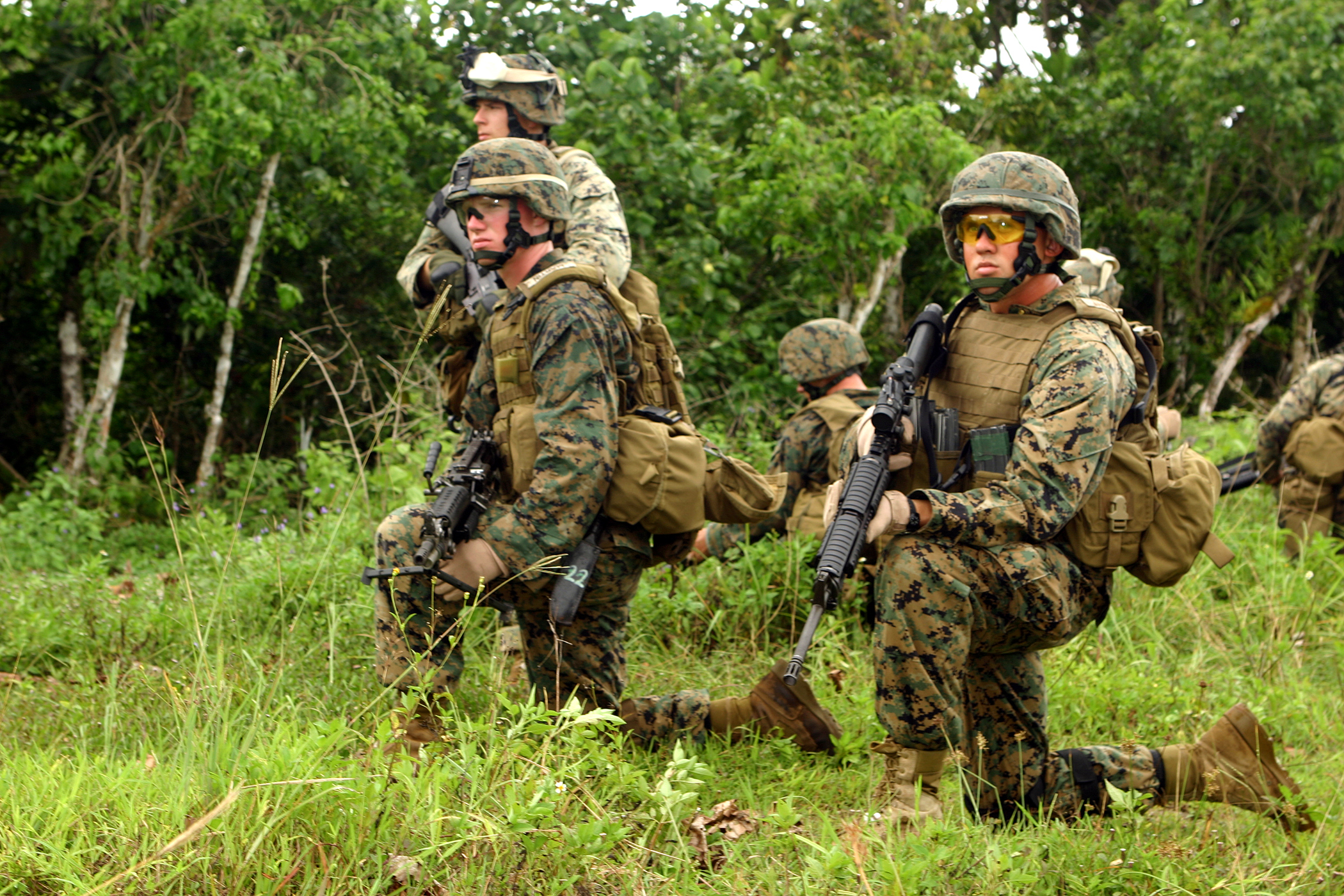
디지털 MARPAT 위장복을 착용한 미국 해병

지난 수십 년간, 여러 군대들에서는 제작되는 군복의 종류를 점차 줄여왔다. 예를 들어, 대부분의 미국 군인들은 일상 업무에서 실용적인 위장복을 착용하며 대부분의 공식 행사에는 구시대의 정복을 착용한다. 현대적 관행의 일례로, 미국 해병대에는 독특한 청색 정복이 있으며, 그 외에도 카키색 셔츠, 녹색 코트, 전투용 위장복 등이 있다. 미국 해군 등 위장복이 제작되지 않는 군종에서는 백색 정복 등의 색상 군복이 제작되고 있다. 미군에서는 각 군종에서 독자적인 군복을 개발해 사용하도록 한다. 미국 해병대에서는 신형 디지털 MARPAT 위장색을 제작했으며, 미국 육군에서는 표준 전투복으로 아미 컴뱃 유니폼을 개발했다.
신형 해군 근무복(Navy Working Uniform)은 해군 수병들과 장교들에게 착용되고 있다. 2006년 6월 6일 미국 육군에서는 녹색 및 백색 근무복을 전통적인 청색으로 교체한다고 발표했다. 신형 근무복은 2007년에 도입되어 2011년까지 모든 계급에서 의무적으로 착용되었다.
미국 공군에서는 공군병 전투복(Airman Battle Uniform)을 일상 군복으로 사용하고 있다. 공군병 전투복 이외의 가장 자주 착용되는 군복은 청색 복장으로, 밝은 군청색 바지와 청색 재킷으로 구성되어 있다. 재킷 아래에는 긴소매 또는 반소매의 밝은 청색 셔츠와 넥타이를 착용한다. 재킷은 공식적인 행사에서 착용된다. 공군병은 가장 바깥에 착용하는 튜닉에 리본이나 배지 또는 필수적인 명찰을 착용한다. 공군병의 군모로는 바지의 색조에 맞춘 개리슨 캡이 있으며 군화로는 흑색의 광이 나는 구두가 있다. 청색 군복은 근무 시 공군병 전투복보다는 적게 착용된다. 정복을 착용하지 않는 군인들은 공군병 전투복을 착용한다. 정복은 청색 군복과 같은 셔츠 및 구두에, 백색 속셔츠와 나비넥타이, 커머번드를 착용한다.

### 스페인
스페인 육군은 1931년 이전의 왕정 시대로 거슬러 올라가는 여러 군복들을 다시 도입했다. 여기에는 과르디아 시빌의 암청색 및 백색 군복과 제1보병연대의 청색 튜닉 및 적색 바지도 포함된다. 특별한 상황에서 몇몇 인원들만 착용하긴 하지만, 이 군복들은 과르디아 시빌의 삼각모 등의 스페인 특유의 특징을 가지고 있다. 모든 군종의 장교들은 공공 행사 시 암청색 또는 백색의 행사용 정복을 착용한다.

### 이탈리아
이탈리아군은 이탈리아 육군, 이탈리아 해군, 이탈리아 공군, 카라비니에리 네 군종 각각에서 다양한 종류의 군복을 응용해왔다.
기마포병과 알피니의 전통적인 수건은 이탈리아 육군에서 착용하고 있다. 각 군종의 장교들은 암청색 정복을 착용하지만 흉갑기병(Corazzieri), 기마 카라비니에리와 모데나 사관학교(Accademia militare di Modena)의 교관들은 19세기부터 전해 내려오는 정복을 착용한다. 오랜 역사를 가진 독립 연대들은 의장대 등의 행진시에 1915년 이전의 암청색 군복을 착용한다.

### 프랑스

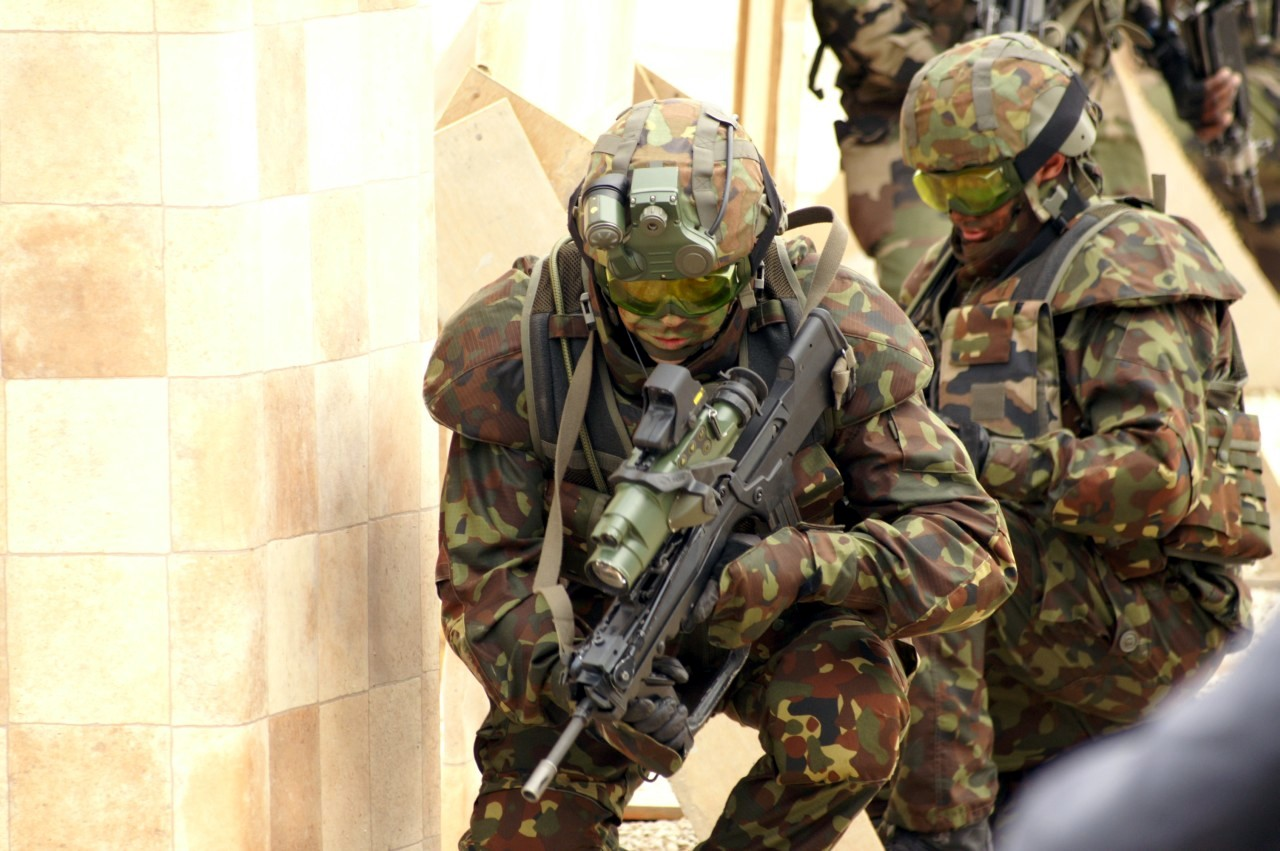
SPECTRA 헬멧 및 전자 장비와 함께 FÉLIN 전투체계를 착용한 프랑스 육군 군인들

프랑스군의 전투복은 SPECTRA 헬멧을 포함한 FÉLIN 체계이다. 프랑스군에서는 적절한 상황에 따라 케피(kepi) 모자, 현장, 견장 등의 전통적인 요소들을 포함한 밝은 베이지색 복장을 채택해왔다. 다른 정복과 위장복도 이와 같은 요소들과 함께 착용될 수 있다. 프랑스 외인부대 대원들은 백색 케피, 청색 현장, 녹색 및 적색 견장을 착용하고, 프랑스 해병대는 청색 및 적색 케피와 황색 견장을 착용한다. 프랑스 외인부대의 공병들은 기본적 외인부대 군복에 가죽 앞치마 및 장갑을 착용한다. 프랑스 해군에서는 19세기부터 내려온 정복에 적색 방울이 달린 둥근 군모를 착용한다.
공화국 친위대(Garde républicaine)의 보병과 기병, 그리고 생시르 사관학교 및 에콜 폴리테크니크의 교관은 19세기 후반의 정복을 유지하고 있다. 각 군종 또는 연대는 군악대 또는 "팡파르" 행진 시 나폴레옹 시대까지 거슬러 올라가는 역사적인 군복들을 착용할 수 있으며 암청색 또는 흑색의 야회복은 장교들에게 허가되어 있다.

## 요소
- 개리슨 캡
- 견식
- 견장
- 글렌개리
- 메달
- 배지
- 베레
- 붉은 외투
- 페즈
- 피켈하우베

## 같이 보기
- 전투복
- 정복
- 갑주
- 제복

## 참고 문헌
- Bueno, José María (1983), 《El Ejército de Alfonso XIII - La Infantería de Línea》 (스페인어), Madrid: Barreira, 26쪽, ISBN 84-86071-02-X
- Kannik, Preben (1968), 《Military Uniforms of the World》, London,: Blandford P., 147쪽, ISBN 0713704829
- Asquith, Stuart (1981), 《New Model Army 1645-60》 illurat판, Osprey, 32쪽, ISBN 9780850453850

- 본 문서에는 현재 퍼블릭 도메인에 속한 브리태니커 백과사전 제11판의 내용을 기초로 작성된 내용이 포함되어 있습니다.